# The Phantom Tollbooth (film, 1970)
The Phantom Tollbooth är en amerikansk tecknad film från 1970.

## Handling
Milo är en pojke som finner omvärlden grå och trist. Men en dag, när han precis kommit hem från skolan, hittar han en vägtull i sitt rum. Eftersom han inte har något bättre för sig, så sätter han sig i sin leksaksbil och kör igenom vägtullen - som för honom till en annan värld, där han får uppleva spännande äventyr.

## Om filmen
Filmen regisserades av Chuck Jones, Abe Levitow och Dave Monahan. Norton Justers bok med samma titel ligger till grund för filmen. Filmen spelades in redan 1968, men på grund av olika orsaker - exempelvis att filmbolaget MGM hade ekonomiska problem vid tillfället - kunde filmen inte marknadsföras ordentligt. Filmen släpptes först år 1970 och blev ingen större succé.

## Rollista i urval
- Butch Patrick - Milo
- Mel Blanc - Officer Short Shrift, Word Speller, Dodecahedron och Demon of Insincerity
- Daws Butler - Whether Man
- Candy Candido - Awful DYNN
- Hans Conried - Kung Azaz och Mathemagician
- June Foray - Ralph, Faintly Macabre the Which och Princess of Pure Reason
- Patti Gilbert - Princess of Sweet Rhyme
- Shepard Menken - Tock
- Les Tremayne - Humbug

## Nyinspelning
I februari 2010 började regissören Gary Ross utveckla en remake av The Phantom Tollbooth för Warner Bros., den nuvarande ägaren av filmen. Alex Tse skrev det första utkastet. Från och med augusti 2016 har remake flyttat till TriStar Pictures, med Michael Vukadinovich som skriver anpassningen.